# Yusuke Ishii
Yusuke Ishii (født 25. juni 1991) er en tidligere japansk fodboldspiller.
Han har spillet for flere forskellige klubber i sin karriere, herunder Fujieda MYFC.